# Velatida
Los velátidos (Velatida) son un orden de equinodermos asteroideos. Tienen el cuerpo robusto con un gran disco y depresiones interradiales. Se conocen unas 200 especies en 25 géneros y 5 familias.
El cuerpo es robusto con un gran disco y depresiones interradiales. Presenta 5 radios o más. Los arcos interbraquiales generalmente son agudos (excepto en Pterasteridae y Caymanostellidae). El esqueleto abactinal puede ser reticulado, imbricado o no aparente. Las placas abactinales son metapaxilares, tabuladas, con forma de escama o ausentes; el arreglo puede ser paxilado o teselado. Las placas carinales son poco distinguibles. Las placas marginales son inconspicuas (excepto en la familia Caymanostellidae). Las placas intermarginales están presentes en algunas especies de la familia Solasteridae. Las placas actinales están ausentes excepto en Solasteridae; principalmente en el disco. Las placas actinolaterales están poco desarrolladas. Las placas orales son anchas y prominentes. Las placas adambulacrales y ambulacrales no están comprimidas. Las espinas adambulacrales están cubiertas o no cubiertas por una membrana, dispuestas en series paralelas o transversas. Los pies ambulacrales son biseriados y presentan una ventosa terminal, bien desarrollada. Los pedicelarios generalmente están ausentes, pero si se presentan, consisten en un grupo de espinas. Son especies de grandes profundidades.

## Taxonomía
Los valvátidos incluyen 5 familias:
- Caymanostellidae Belyaev, 1974
- Korethrasteridae Danielssen & Koren, 1884
- Myxasteridae Perrier, 1885
- Pterasteridae Perrier, 1875

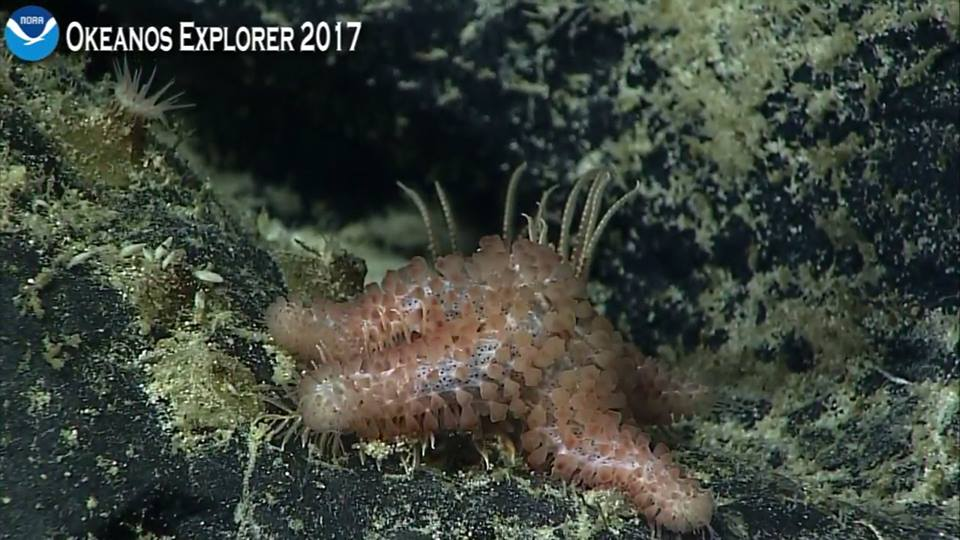
Peribolaster sp. (Korethrasteridae)
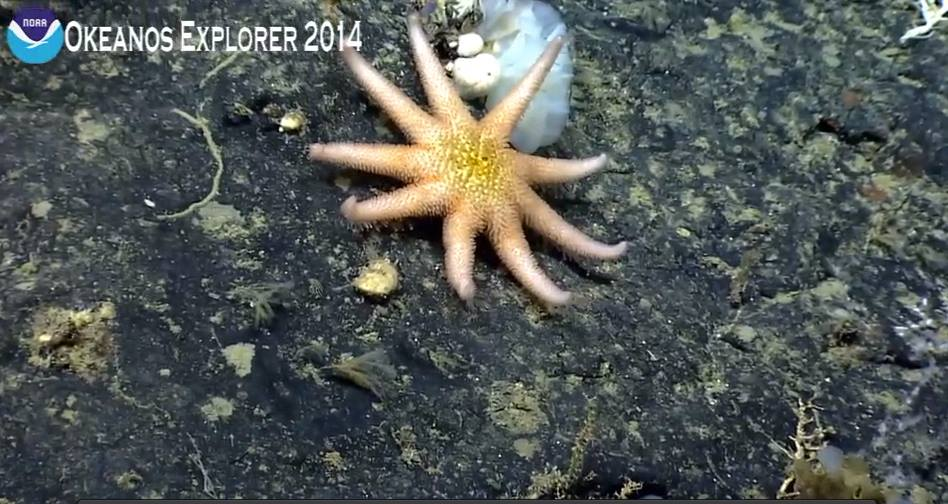
Myxaster sp. (Myxasteridae)
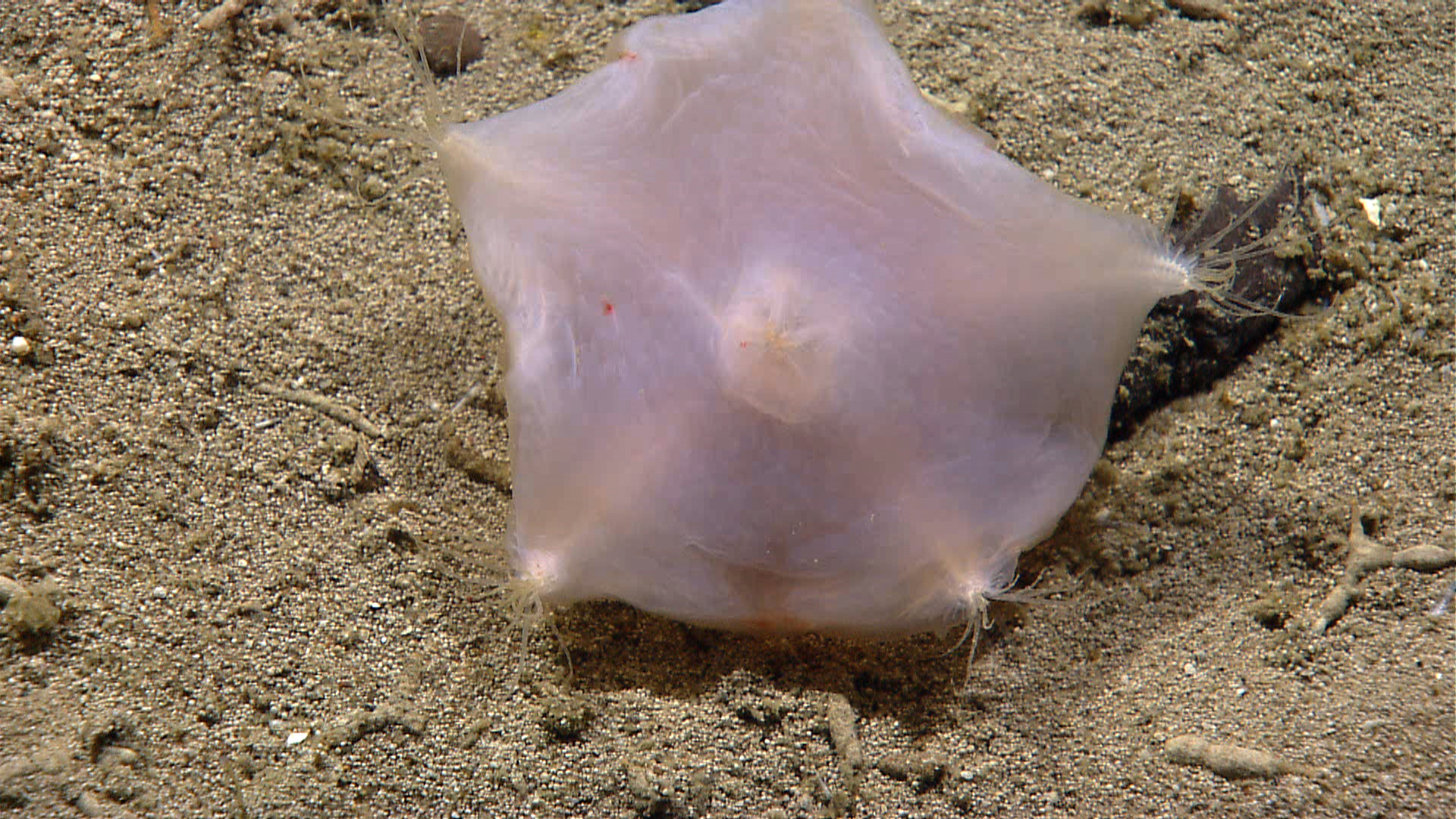
Hymenaster sp. (Pterasteridae)